# Platja de la Banya
La platja de la Banya, o la Corballera, és una platja natural del municipi de la Ràpita (Baix Ebre), situada a l'extrem de la península de la Banya, entre la Punta de la Banya i la platja del Trabucador, a la Costa de Fora, dins del Parc Natural del Delta de l'Ebre. Té una longitud de 8.012 metres i una amplada de 301 metres, formada per sorra fina.